# فراسيون أياردي
الفراسيون الأياردي (باللاتينية: Marrubium ayardii) نوع نباتي من جنس الفراسيون يتبع الفصيلة الشفوية.

## الموئل والانتشار
موطنها المغرب العربي.